# أغنيس بولتن
أغنيس بولتن (بالإنجليزية: Agnes Boulton)‏ (19 سبتمبر 1893، لندن في المملكة المتحدة - 25 نوفمبر 1968 في الولايات المتحدة)؛ كاتِبة وروائية أمريكية.